# نيكلاس هينينج
نيكلاس هينينج (بالسويدية: Niklas Henning)‏ هو متزحلق جبال الألب سويدي، ولد في 6 مارس 1964 في ستوكهولم في السويد.

## وصلات خارجية
- نيكلاس هينينج على موقع الاتحاد الدولي للتزلج (التزلج على المنحدرات الثلجية) (الإنجليزية)
- نيكلاس هينينج على موقع أوليمبيديا (الإنجليزية)
- نيكلاس هينينج على موقع اللجنة الأولمبية السويدية (السويدية)